# Рихловиці
Рихловиці (пол. Rychłowice) — село в Польщі, у гміні Велюнь Велюнського повіту Лодзинського воєводства.
Населення — 148 осіб (2011).
У 1975-1998 роках село належало до Серадзького воєводства.

## Демографія
Демографічна структура станом на 31 березня 2011 року:
|          | Загалом | Допрацездатний вік | Працездатний вік | Постпрацездатний вік |
| -------- | ------- | ------------------ | ---------------- | -------------------- |
| Чоловіки | 75      | 16                 | 49               | 10                   |
| Жінки    | 73      | 14                 | 42               | 17                   |
| Разом    | 148     | 30                 | 91               | 27                   |